# Alexander Grimm
Alexander Grimm (Augsburgo, 6 de septiembre de 1986) es un deportista alemán que compite en piragüismo en la modalidad de eslalon.
Participó en los Juegos Olímpicos de Pekín 2008, obteniendo una medalla de oro en la prueba de K1 individual. Ganó 3 medallas de oro en el Campeonato Mundial de Piragüismo en Eslalon entre los años 2007 y 2011, y 8 medallas en el Campeonato Europeo de Piragüismo en Eslalon entre los años 2005 y 2015.

## Palmarés internacional
| Juegos Olímpicos   | Juegos Olímpicos                 | Juegos Olímpicos  | Juegos Olímpicos |
| Año                | Lugar                            | Medalla           | Competición      |
| ------------------ | -------------------------------- | ----------------- | ---------------- |
| 2008               | Pekín (China)                    | Medalla de oro    | K1 individual    |
| Campeonato Mundial |                                  |                   |                  |
| Año                | Lugar                            | Medalla           | Competición      |
| 2007               | Foz do Iguaçu (Brasil)           | Medalla de oro    | K1 por equipos   |
| 2010               | Liubliana (Eslovenia)            | Medalla de oro    | K1 por equipos   |
| 2011               | Bratislava (Eslovaquia)          | Medalla de oro    | K1 por equipos   |
| Campeonato Europeo |                                  |                   |                  |
| Año                | Lugar                            | Medalla           | Competición      |
| 2005               | Tacen (Eslovenia)                | Medalla de plata  | K1 por equipos   |
| 2006               | L'Argentière-la-Bessée (Francia) | Medalla de bronce | K1 por equipos   |
| 2007               | Liptovský Mikuláš (Eslovaquia)   | Medalla de plata  | K1 por equipos   |
| 2009               | Nottingham (Reino Unido)         | Medalla de plata  | K1 por equipos   |
| 2010               | Bratislava (Eslovaquia)          | Medalla de plata  | K1 por equipos   |
| 2014               | Viena (Austria)                  | Medalla de oro    | K1 por equipos   |
| 2015               | Markkleeberg (Alemania)          | Medalla de oro    | K1 por equipos   |
| 2015               | Markkleeberg (Alemania)          | Medalla de plata  | K1 individual    |